# Voorbereidend middelbaar beroepsonderwijs

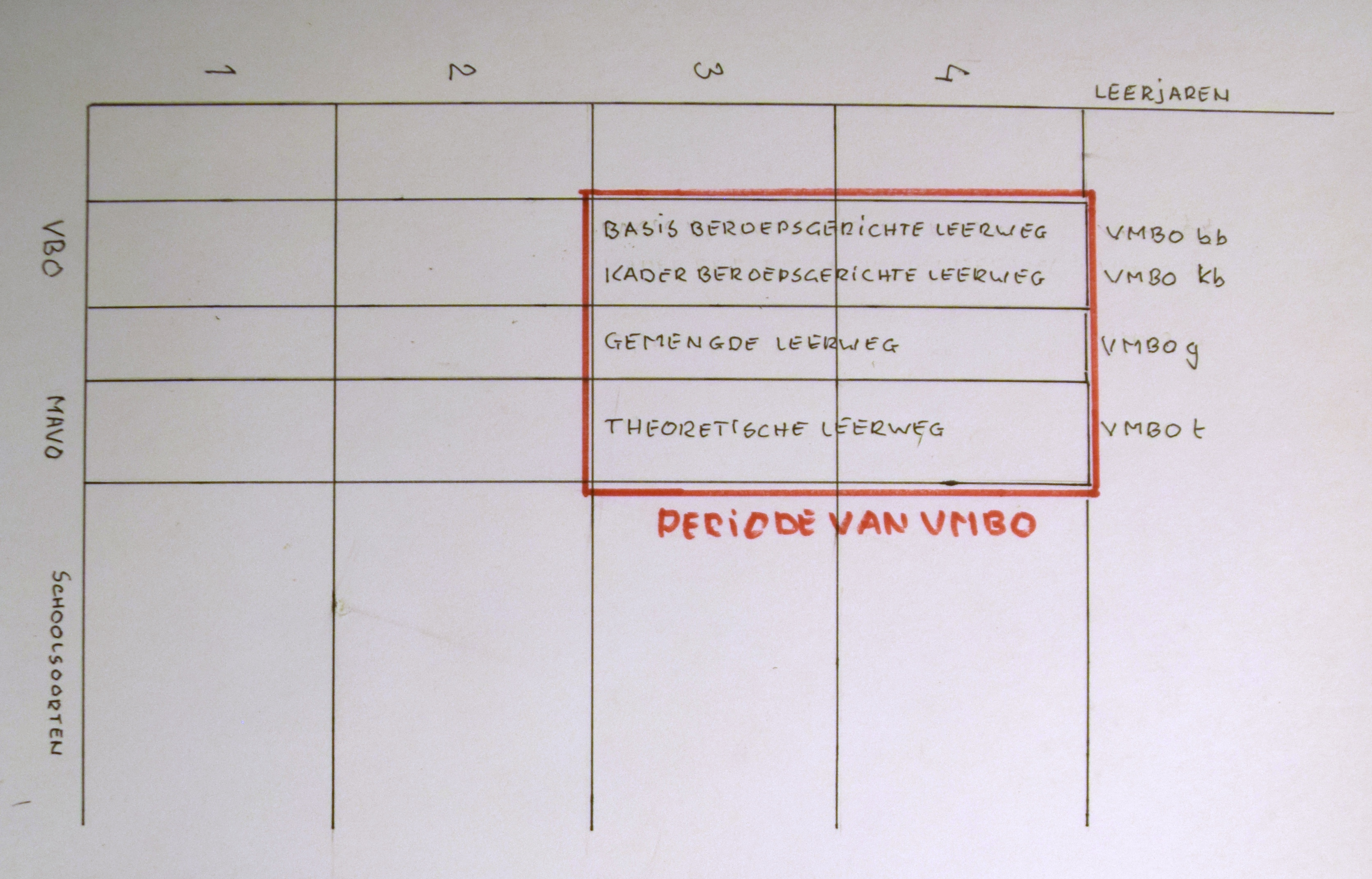
Periode van VMBO

Voorbereidend middelbaar beroepsonderwijs, meestal afgekort tot vmbo, is een periode van onderwijs in Nederland en Caribisch Nederland. In Nederland volgt het vmbo, net als de havo en het vwo, op de basisschool en duurt vier jaar. In Caribisch Nederland volgt het vmbo na het tweede leerjaar aan scholen voor mavo en vbo, betiteld als ’periode van vmbo’ (vmbo). Dit is een parallel met vwo en havo, waarbij er na het derde leerjaar een periode van ‘voorbereidend hoger onderwijs’ (vho) is. Het begrip wordt genoemd in artikel 21 van de Wet op het voortgezet onderwijs en de Wet voortgezet onderwijs BES (art. 44), nadat het onderwijsbouwwerk is beschreven, en heeft in laatstgenoemde alleen een ‘afgeleide’ betekenis: scholen kunnen zich ‘school voor vmbo’ noemen. Het begrip “vmbo” heeft hiermee een duidelijke plaats in de wet gekregen. Scholen voor mavo en vbo mogen zich vmbo-school noemen, maar blijven voor de toepassing van de wet formeel scholen voor mavo of vbo. Ze reiken een diploma vmbo uit, met vermelding van de leerweg die aan de school voor mavo of vbo is gevolgd. Het vmbo kent vier leerwegen: de theoretische leerweg, de basisberoepsgerichte leerweg, de kaderberoepsgerichte leerweg en de gemengde leerweg. Zowel scholen voor mavo als scholen voor vbo worden samen aangeduid als scholen voor vmbo. De scholieren op deze scholen worden wel vmbo'ers of vmbo-leerlingen genoemd.
Het vmbo sluit, net als het havo en het vwo, aan op de basisschool, en duurt vier jaar (leeftijd: 12-16 jaar). Van alle scholieren in het voortgezet onderwijs in Nederland zit meer dan 60 procent op het vmbo. Daarbij zijn inbegrepen de leerlingen die leerwegondersteunend onderwijs volgen. Zo'n 20 procent van alle scholieren gaat naar het vwo (voorbereidend wetenschappelijk onderwijs), ongeveer 20 procent naar het havo (hoger algemeen voortgezet onderwijs) en een klein percentage naar het praktijkonderwijs.
Vso-scholen (voortgezet speciaal onderwijs) kunnen ook dit soort onderwijs geven, dat dan 4 of 5 jaar duurt (leeftijd: 12-17, 18, 19 of 20 jaar). De leerlingen moeten dan of staatsexamen doen, of examen doen op een school voor voortgezet onderwijs waar ze tot het eindexamen worden toegelaten, ook al staan ze er niet ingeschreven. (Vergelijkbaar met extraneus.)
De Vlaamse pendant van het vmbo is het beroepssecundair onderwijs (bso).

## Ontstaansgeschiedenis
Voorheen had men het voorbereidend beroepsonderwijs (vbo), het lager beroepsonderwijs (lbo), het middelbaar algemeen voortgezet onderwijs (mavo) en sommige vormen van voortgezet speciaal onderwijs.
Het vmbo is een samenvoegsel van deze leervormen.
De plannen voor het vmbo werden ontwikkeld door PvdA-staatssecretaris Netelenbos, tijdens het kabinet-Kok I. In 1999 voerde het kabinet-Kok II de onderwijsvorm daadwerkelijk in, onder het VVD-ministerschap van Loek Hermans.
In Caribisch Nederland werd het vmbo geïntroduceerd in 2011. Dit onderwijstype vervangt het vsbo (voorbereidend secundair beroepsonderwijs) dat in 2002 door de Nederlandse Antillen werd opgericht en de mavo en het bvo (beroepsvoorbereidend onderwijs) verving.

## Leerwegen
| Leerwegsectoren in het VMBO (2011-2012) | Leerwegsectoren in het VMBO (2011-2012) |
| --------------------------------------- | --------------------------------------- |
|                                         |                                         |

Het vmbo biedt vier leerwegen in het voortgezet onderwijs die toeleiden naar het middelbaar beroepsonderwijs (mbo). Deze hebben de oude differentiatie van onderwijsvormen vervangen. De leerwegen binnen het vmbo verschillen vooral in de mate waarin de praktijk een plaats heeft in het onderwijs. Van meest praktisch naar meest theoretisch gerangschikt zijn de volgende leerwegen te onderscheiden:
- Basisberoepsgerichte leerweg (BB) De basisberoepsgerichte leerweg is bestemd voor leerlingen die vooral praktisch ingesteld zijn. Qua theoretische belasting is deze leerweg minder zwaar dan de kaderberoepsgerichte leerweg, vandaar ook de benaming. De leerlingen doen examen in vier algemene vakken en een beroepsgericht vak. Het examenprogramma voor deze leerweg is minder uitgebreid en praktischer dan dat van de andere leerwegen.
- Kaderberoepsgerichte leerweg (KB) De kaderberoepsgerichte leerweg wordt net als de basisberoepsgerichte leerweg gegeven op de vroegere vbo’s. Deze leerweg is voor leerlingen die theoretische kennis het liefst opdoen door praktisch bezig te zijn. De benaming verwijst naar het feit dat de leerlingen al bezig zijn met een opleiding die in zijn geheel gericht is op een functie op kaderniveau (niveau 3 of 4 in het mbo). De leerling doet examen in vier algemene vakken en een beroepsgericht vak of programma met een omvang van 960 uur. De kaderberoepsgerichte leerweg kan vaak ook geassocieerd worden met de voormalige vbo-mavo-c, waarbij vooral mavo-c wordt bedoeld. Tussen vmbo-kbl-examens en -lesstof en vmbo-tl-examens en -lesstof zijn er vaak overeenkomsten in de vragen en de moeilijkheidsgraad ervan.
- Gemengde leerweg (GL) De gemengde leerweg is bedoeld voor leerlingen die op zich weinig moeite hebben met studeren, maar zich ook al gericht willen voorbereiden of oriënteren op bepaalde beroepen. De benaming ‘gemengde leerweg’ betekent dus een combinatie van theoretisch (algemeen) en praktisch (beroepsgericht) onderwijs. Leerlingen doen examen in vijf algemene vakken, en een beroepsgericht vak. De gemengde leerweg is qua niveau gelijk aan de theoretische leerweg. Het programma en het examen van de algemene vakken zijn precies gelijk aan dat van de theoretische leerweg. Naast de vijf algemene vakken kiezen leerlingen een beroepsgericht programma van 320 uur. Dit bestaat uit een beroepsgericht vak binnen de sector die de leerling heeft gekozen, zoals het vak elektrotechniek binnen de sector techniek, of het vak verzorging binnen de sector zorg en welzijn. Er zijn, vooral in de gemengde leerweg, ook intersectorale programma’s. Dat zijn beroepsgerichte programma’s die breder zijn dan één sector.
- Theoretische leerweg (TL) De theoretische leerweg en de sectoren van het mavo hebben, samen met de gemengde leerweg, qua cognitieve vakken, het hoogste niveau. Deze leerweg is niet gericht op een bepaalde beroepskeuze. Vandaar de benaming ‘theoretische leerweg’. De leerlingen doen examen in zes algemene vakken zoals diverse talen, geschiedenis, wiskunde enzovoorts.

### Profielen

Overzicht van de vakken en profielen in de Theoretische Leerweg van het VMBO.

Het vmbo is onderverdeeld in profielen. Er zijn vier verschillende profielen: Economie, Techniek, Zorg en Welzijn, Landbouw (de groene sector).
Het onderwijs in de theoretische leerweg bestaat voor elk profiel uit:
- een gemeenschappelijk deel, dat voor alle profielen gelijk is,
- een profieldeel, dat kenmerkend is voor dat profiel, en
- een vrij deel, dat bestaat uit door de leerling te kiezen vakken en andere programma-onderdelen.

Het gemeenschappelijk deel van de theoretische leerweg omvat:
- Nederlandse taal,
- Engelse taal,
- maatschappijleer,
- lichamelijke opvoeding,
- ten minste een van de vakken behorende tot beeldende vorming, muziek, dans of drama.

Het profieldeel van de theoretische leerweg omvat wat betreft:
- het profiel techniek: wiskunde en natuur- en scheikunde I (NASK1),
- het profiel zorg en welzijn: biologie en, ter keuze van de leerling, wiskunde, maatschappijleer II, geschiedenis en staatsinrichting, of aardrijkskunde, met dien verstande dat de school mag bepalen welke van de laatste drie vakken wordt of worden aangeboden,
- het profiel economie: economie en, ter keuze van de leerling, wiskunde, Franse taal, Duitse taal (Europees Nederland) of Spaanse taal (Caribisch Nederland),
- het profiel landbouw: wiskunde en, ter keuze van de leerling, biologie of natuur- en scheikunde I.

Het vrije deel van de theoretische leerweg
- omvat door de leerling te kiezen vakken als hiervoor genoemd,
- kan omvatten technologie, natuur- en scheikunde II (NASK2), vakken behorende tot beeldende vorming, muziek, dans, drama en lichamelijke opvoeding, door de leerling te kiezen, en kan nog andere vakken en programma-onderdelen bevatten. In Europees Nederland zijn dat Spaanse taal, Turkse taal, Arabische taal en Friese taal en cultuur en in Caribisch Nederland zijn dat Duitse taal en Papiaments.

### Afdelingen/programma’s
Binnen de leerwegen vmbo (Basisberoepsgerichte, Kaderberoepsgerichte en Gemengde Leerwegen) bestonden tot 2016 sectoren, die weer onderverdeeld waren in afdelingen en programma’s, zoals:
Sector TechniekBouwtechniek (timmeren, metselen, schilderen en meubelmaken), Elektrotechniek, Grafische techniek, Installatietechniek, Metaaltechniek, Transport en logistiek, Voertuigentechniek. Intrasectorale programma’s: Bouwtechniek-breed, Techniek-breed, Instalektro, Metalektro.
Sector Zorg en welzijnUiterlijke verzorging, Verzorging. Intrasectorale programma’s: Zorg en welzijn breed, Sport Dienstverlening en Veiligheid.
Sector EconomieAdministratie, Consumptief horeca, Consumptief bakken, Economie, Handel en verkoop, Mode en commercie. Intrasectorale programma’s: Consumptief-breed en Handel.
Sector LandbouwLandbouw en natuurlijke omgeving, Plantenteelt, Groene ruimte, Bloembinden en -schikken, Dierhouderij en -verzorging, Verwerking agrarische producten, Agrarische bedrijfseconomie, Agrarische techniek en Landbouw breed.
De theoretische leerweg lijkt het meest op de oude mavo-D. Evenals de oude mavo kent de theoretische leerweg geen praktische vakken. De basis- en kaderberoepsgerichte leerwegen lijken op het oude vbo (voorbereidend beroepsonderwijs), maar heeft in vergelijking met het vbo meer theoretische vakken. Het vmbo is geen eindopleiding. Het vmbo bereidt leerlingen voor op een vervolgopleiding (mbo).
Een groter praktijkgehalte betekent niet automatisch een lager niveau. Zo leiden de kaderberoepsgerichte, de gemengde en de theoretische leerweg in principe op naar hetzelfde niveau van vervolgopleidingen in het mbo. In de praktijk komen leerlingen uit de kaderberoepsgerichte leerweg wel vaker op een lager niveau terecht. Tussen de gemengde en de theoretische leerweg is er geen enkel niveauverschil.

### Vernieuwde beroepsgerichte profielen
Vanaf augustus 2016 werken de scholen in het derde en vierde leerjaar met de vernieuwde beroepsgerichte profielen (programma's). Er zijn in totaal 10 verschillende profielen:
- Bouwen, Wonen en Interieur
- Dienstverlening en Producten
- Economie en ondernemen
- Groen
- Horeca, Bakkerij en Recreatie
- Maritiem en techniek
- Media, vormgeving en ICT
- Mobiliteit en Transport
- Produceren, Installeren en Energie
- Zorg en welzijn.

Afhankelijk van de school kunnen zij een of meer van deze profielen aanbieden. De oude programma's komen hierbij te vervallen.

## Eindexamen
Afhankelijk van de gekozen vakrichting zijn de volgende examenvakken verplicht:
- Basis- en kaderberoepsgerichte leerweg (BB en KB):
  - sector techniek:
    - verplicht: Ne, En, Ma, Wi, Nask1, afd vak, KV1, LO

  - sector economie:
    - verplicht: Ne, En, Ma, Ec, afd vak, KV1, LO, plus een nog niet gekozen vak:
    - keuze: Fa / Du of Wi

  - sector landbouw:
    - verplicht: Ne, En, Ma, Wi, afd vak, KV1, LO, plus een nog niet gekozen vak:
    - keuze: Nask1 of Bi

  - sector zorg en welzijn:
    - verplicht: Ne, En, Ma, Bi, afd vak, KV1, LO, plus een nog niet gekozen vak:
    - keuze: Wi of Ak of Ma2 of Gs
- Theoretische leerweg (TL):
  - verplicht: Ne, En, Ma, KV1, LO, plus:
    - sector techniek: Wi + Nask1 + 2 uit Fa / Du / Bi / Ec / Ak / Gs / Ma2 / Nask2
    - sector zorg en welzijn: Bi + Wi of Ak of Gs of Ma2 + 2 uit Fa / Du / Wi / Nask1 / Ec / Ak / Gs / Ma2 / Nask2
    - sector economie: Ec + Fa of Du of Wi + 2 uit Fa / Du / Wi / Nask1 / Bi / Ak / Gs / Ma2 / Nask2
    - sector landbouw: Wi + Nask1 of Bi + 2 uit Fa / Du / Nask1 / Bi / Ec / Ak / Gs / Ma2 / Nask2
- Leerwerktraject (BB):
  - verplicht: Ne + afd vak

Tevens is voor elke leerling zonder wiskunde als examenvak een schoolexamen rekenen  verplicht.

## Leerlingaantallen
Aantallen leerlingen en verdeling naar geslacht in 2010
| Afdelingen/programma’s     | leerlingen | mannelijk | vrouwelijk | mannelijk (%) | vrouwelijk (%) |
| -------------------------- | ---------- | --------- | ---------- | ------------- | -------------- |
| Landbouw                   | 16 284     | 7 654     | 8 630      | 47%           | 53%            |
| Zorg en welzijn            | 32 274     | 3 872     | 28 402     | 12%           | 88%            |
| Economie                   | 33 933     | 18 663    | 15 270     | 55%           | 45%            |
| Techniek                   | 32 274     | 29 692    | 2 582      | 92%           | 8%             |
| Intersectorale programma’s | 12 507     | 7 754     | 4 753      | 62%           | 38%            |

## Aantal leerjaren
In de eerste twee leerjaren volgen de leerlingen de basisvorming.
In het derde en vierde leerjaar van het vmbo maken de leerlingen toetsen en praktische opdrachten, die meetellen voor het schoolexamen. Welk gedeelte van de stof wanneer en hoe getoetst wordt en de weging van die toetsen wordt van tevoren vastgelegd in het programma van toetsing en afsluiting, PTA. Dit PTA moet elk jaar voor 1 oktober bij de Onderwijsinspectie zijn ingeleverd.
Aan het einde van het vierde jaar zijn er praktische en schiftelijke eindexamens. De BB en KB-leerlingen krijgen voor de beroepsgerichte vakken het zogenaamde cspe (centraal schriftelijk en praktisch examen). Het examen voor de avo-vakken (algemeen vormend onderwijs) worden voor BB-leerlingen met de computer afgenomen. Voor de KB-leerlingen wordt het examen nog schriftelijk afgenomen. In 2010 zijn scholen in de gelegenheid gesteld om aan een pilotproject mee te doen, waarbij voor de kaderberoepsgerichte leerweg de avo-vakken met behulp van een computer worden afgenomen.

## Begeleiding
Voor leerlingen die extra begeleiding nodig hebben voor het behalen van een diploma in een van de leerwegen van het vmbo is er het leerwegondersteunend onderwijs (lwoo).

Leerlingen die veel moeite hebben met de theorievakken, maar toch graag een diploma willen halen, volgen het leerwerktraject. Een opleiding in het vmbo waarbij de leerling veel buiten de school leert (bij een bedrijf of instelling). De leerling dient aan het einde van zijn opleiding maar een gedeelte van het examen te doen (minimaal Nederlands en het beroepsgerichte vak). De leerling ontvangt dan wel een volwaardig BB-diploma, maar kan alleen doorstromen in dezelfde sector, niveau 2.

## Het nieuwe leren
Hoewel scholen vrij zijn in het kiezen en vormgeven van hun eigen onderwijs, promootte de overheid in 1998 onder de naam studiehuis een (facultatieve) didactische vernieuwing, die een decennium later een vervolg kreeg in Het nieuwe leren. Hierbij wordt van de leerling meer zelfstandigheid verwacht in het schoolwerk en in het leren, en is er minder directe aansturing door de docent. Deze didactische benaderingen worden geassocieerd met minder klassikaal lesgegeven en met zelfstandig werkende leerlingen op grote open leerpleinen, waar leerlingen individueel of groepsgewijs werken aan hun ontwikkeling. De docent wordt hier vaak begeleider, coach, werkmeester of leermeester genoemd. Menige vmbo-school voerde een of meer veranderingen in de onderwijsorganisatie in in de lijn van studiehuis of Het nieuwe leren; andere scholen hielden hun aanpak bij het oude.